# World Games 2017/Flossenschwimmen
Bei den World Games 2017 wurden vom 21. bis 22. Juli 2017 insgesamt 14 Wettbewerbe im Flossenschwimmen durchgeführt.

## Wettbewerbe und Zeitplan
| Wettbewerbe        | Juli | Juli |
| Damen              | 21.  | 22.  |
| ------------------ | ---- | ---- |
| 50 m Tauchen       |      |      |
| 50 m Doppelflosse  |      |      |
| 100 m Doppelflosse |      |      |
| 100 m              |      |      |
| 200 m              |      |      |
| 400 m              |      |      |
| 4 × 100 m Staffel  |      |      |
| Herren             | 21.  | 22.  |
| 50 m Tauchen       |      |      |
| 50 m Doppelflosse  |      |      |
| 100 m Doppelflosse |      |      |
| 100 m              |      |      |
| 200 m              |      |      |
| 400 m              |      |      |
| 4 × 100 m Staffel  |      |      |

|  | Qualifikation |  | Finale |

## Ergebnisse Damen

### 50 m Tauchen
| Platz | Land | Sportlerin          | Zeit (s) |
| ----- | ---- | ------------------- | -------- |
| 1     | KOR  | Jang Ye-sol         | 16,02    |
| 2     | KOR  | Kim Ga-in           | 16,40    |
| 3     | UKR  | Kateryna Dyelova    | 16,46    |
| 4     | CHN  | Liu Simin           | 16,57    |
| 5     | GRE  | Sofia Ktena         | 16,63    |
| 6     | RUS  | Elizaveta Andrienko | 16,64    |
| 7     | CHN  | Shu Chengjing       | 17,07    |
| 8     | JPN  | Kotone Mori         | 17,60    |

### 50 m Doppelflosse
| Platz | Land | Sportlerin              | Zeit (s)   |
| ----- | ---- | ----------------------- | ---------- |
| 1     | HUN  | Petra Senánszky         | 20,52 (WR) |
| 2     | KOR  | Choi Min-ji             | 21,47      |
| 3     | HUN  | Krisztina Varga         | 21,58      |
| 4     | UKR  | Iryna Pikiner           | 21,65      |
| 5     | TPE  | Chen Chiao-ying         | 21,91      |
| 6     | RUS  | Elizaveta Melnikova     | 22,09      |
| 7     | ESP  | Silvia Barnes Corominas | 22,19      |
| 8     | POL  | Amelia Pisarczyk        | 22,29      |

### 100 m Doppelflosse
| Platz | Land | Sportlerin       | Zeit (s)   |
| ----- | ---- | ---------------- | ---------- |
| 1     | HUN  | Petra Senánszky  | 45,16 (WR) |
| 2     | HUN  | Krisztina Varga  | 46,77      |
| 3     | UKR  | Iryna Pikiner    | 46,92      |
| 4     | KOR  | Choi Min-ji      | 47,70      |
| 5     | RUS  | Anna Kharina     | 48,42      |
| 6     | UKR  | Kseniia Skrypel  | 49,22      |
| 7     | POL  | Weronika Prentka | 49,56      |
| 8     | POL  | Amelia Pisarczyk | 49,68      |

### 100 m
| Platz | Land | Sportlerin               | Zeit (s) |
| ----- | ---- | ------------------------ | -------- |
| 1     | RUS  | Ekaterina Mikhaylushkina | 38,40    |
| 2     | CHN  | Shu Chengjing            | 38,60    |
| 3     | RUS  | Anna Ber                 | 38,72    |
| 4     | COL  | Grace Fernandez Castillo | 39,00    |
| 5     | KOR  | Jang Ye-sol              | 39,02    |
| 6     | CHN  | Xu Yichuan               | 39,36    |
| 7     | KOR  | Kim Ga-in                | 39,65    |
| 8     | HUN  | Csilla Karolyi           | 39,87    |

### 200 m
| Platz | Land | Sportlerin               | Zeit (min)   |
| ----- | ---- | ------------------------ | ------------ |
| 1     | RUS  | Valeriya Baranovskaya    | 1:25,41 (WR) |
| 2     | RUS  | Ekaterina Mikhaylushkina | 1:27,57      |
| 3     | UKR  | Anastasiia Antoniak      | 1:28,76      |
| 4     | HUN  | Csilla Karolyi           | 1:29,28      |
| 5     | KOR  | Kim Bo-kyung             | 1:29,42      |
| 6     | ITA  | Erica Barbon             | 1:31,17      |
| 7     | CHN  | Xu Yichuan               | 1:35,03      |
| 8     | CHN  | Shu Chengjing            | 1:38,27      |

### 400 m
| Platz | Land | Sportlerin          | Zeit (min)   |
| ----- | ---- | ------------------- | ------------ |
| 1     | CHN  | Sun Yiting          | 3:14,47 (WG) |
| 2     | KOR  | Kim Bo-kyung        | 3:16,33      |
| 3     | UKR  | Anastasiia Antoniak | 3:17,61      |
| 4     | UKR  | Yuliia Chumak       | 3:18,48      |
| 5     | RUS  | Kseniia Ignatova    | 3:20,40      |
| 6     | CZE  | Zuzana Svozilova    | 3:20,86      |
| 7     | FIN  | Terhi Ikonen        | 3:23,68      |
| 8     | ITA  | Erica Barbon        | 3:27,22      |

### 4 × 100 m Staffel
| Platz | Land                | Zeit (min)   |
| ----- | ------------------- | ------------ |
| 1     | Russland            | 2:34,78 (WG) |
| 2     | Kolumbien           | 2:36,83      |
| 3     | Südkorea            | 2:38,45      |
| 4     | Ungarn              | 2:40,39      |
| 5     | Italien             | 2:41,14      |
| 6     | Ukraine             | 2:41,95      |
| 7     | Polen               | 2:46,95      |
|       | Volksrepublik China | DSQ          |

## Ergebnisse Herren

### 50 m Tauchen
| Platz | Land | Sportler                    | Zeit (s) |
| ----- | ---- | --------------------------- | -------- |
| 1     | RUS  | Pavel Kabanov               | 13,87    |
| 2     | COL  | Mauricio Fernandez Castillo | 13,94    |
| 3     | KOR  | Lee Dong-jin                | 14,09    |
| 4     | KOR  | Lee Kwan-ho                 | 14,10    |
| 5     | GRE  | Loukas Karetzopoulos        | 14,48    |
| 6     | RUS  | Aleksey Kazantsev           | 14,62    |
| 7     | GER  | Malte Striegler             | 14,73    |
| 8     | FRA  | Nicolas Cochou              | 15,02    |

### 50 m Doppelflosse
| Platz | Land | Sportler          | Zeit (s) |
| ----- | ---- | ----------------- | -------- |
| 1     | RUS  | Andrey Arbuzov    | 18,55    |
| 2     | CZE  | Jakub Jarolim     | 19,08    |
| 3     | BLR  | Dmitry Gavrilov   | 19,18    |
| 4     | HUN  | Gergo Kosina      | 19,28    |
| 5     | FRA  | Clement Becq      | 19,57    |
| 6     | JPN  | Naoya Hirano      | 19,94    |
| 6     | RUS  | Viktor Kondratev  | 19,94    |
| 8     | GRE  | Evangelos Marinos | 20,02    |

### 100 m Doppelflosse
| Platz | Land | Sportler         | Zeit (s) |
| ----- | ---- | ---------------- | -------- |
| 1     | BLR  | Dmitry Gavrilov  | 41,65    |
| 2     | HUN  | Gergo Kosina     | 41,91    |
| 3     | CZE  | Jakub Jarolim    | 42,18    |
| 4     | RUS  | Dmitry Lapshin   | 42,51    |
| 5     | RUS  | Dmitry Seryakov  | 42,95    |
| 6     | FRA  | Clement Becq     | 43,21    |
| 7     | CRO  | Adrijan Omicevic | 44,12    |
| 8     | JPN  | Naoya Hirano     | 44,72    |

### 100 m
| Platz | Land | Sportler             | Zeit (s)   |
| ----- | ---- | -------------------- | ---------- |
| 1     | RUS  | Dmitry Zhurman       | 34,70 (WG) |
| 2     | GER  | Max Poschart         | 34,84      |
| 3     | RUS  | Pavel Kabanov        | 34,92      |
| 4     | GER  | Malte Striegler      | 35,08      |
| 5     | GRE  | Loukas Karetzopoulos | 35,47      |
| 6     | FRA  | Alexandre Noir       | 35,52      |
| 7     | VIE  | Thanh Loc Nguyen     | 35,70      |
| 8     | ITA  | Cesare Fumarola      | 35,95      |

### 200 m
| Platz | Land | Sportler                    | Zeit (min)   |
| ----- | ---- | --------------------------- | ------------ |
| 1     | RUS  | Dmitry Zhurman              | 1:20,25 (WG) |
| 2     | GER  | Max Poschart                | 1:20,87      |
| 3     | RUS  | Dmitry Kokorev              | 1:20,89      |
| 4     | COL  | Juan Fernando Ocampo Lozada | 1:21,26      |
| 5     | GER  | Max Lauschus                | 1:21,28      |
| 6     | ITA  | Stefano Figini              | 1:21,51      |
| 7     | BLR  | Aliaksandr Biazmen          | 1:22,07      |
| 8     | ITA  | Kevin Zanardi               | 1:23,24      |

### 400 m
| Platz | Land | Sportler                | Zeit (min) |
| ----- | ---- | ----------------------- | ---------- |
| 1     | HUN  | Denes Kanyo             | 2:58,41    |
| 2     | GER  | Max Lauschus            | 2:59,02    |
| 3     | ITA  | Davide De Ceglie        | 3:01,46    |
| 4     | KOR  | Jang Seong-hyeok        | 3:02,06    |
| 5     | RUS  | Iakov Stryukov          | 3:04,35    |
| 6     | RUS  | Evgeny Smirnov          | 3:04,46    |
| 7     | ITA  | Stefano Figini          | 3:05,38    |
| 8     | GRE  | Christos Christoforidis | 3:05,42    |

### 4 × 100 m Staffel
| Platz | Land         | Zeit (min)   |
| ----- | ------------ | ------------ |
| 1     | Russland     | 2:16,54 (WR) |
| 2     | Italien      | 2:19,02      |
| 3     | Deutschland  | 2:19,44      |
| 4     | Ungarn       | 2:22,81      |
| 5     | Griechenland | 2:24,16      |
| 6     | Frankreich   | 2:24,38      |
| 7     | Polen        | 2:30,83      |
| 8     | Kolumbien    | DSQ          |

## Medaillenspiegel
| Medaillenspiegel | Medaillenspiegel    | Medaillenspiegel | Medaillenspiegel | Medaillenspiegel | Medaillenspiegel |
| Platz            | Land                | G                | S                | B                | Gesamt           |
| ---------------- | ------------------- | ---------------- | ---------------- | ---------------- | ---------------- |
| 01               | Russland            | 8                | 1                | 3                | 12               |
| 02               | Ungarn              | 3                | 2                | 1                | 6                |
| 03               | Südkorea            | 1                | 3                | 2                | 6                |
| 04               | Volksrepublik China | 1                | 1                | 0                | 2                |
| 05               | Belarus             | 1                | 0                | 1                | 2                |
| 06               | Deutschland         | 0                | 3                | 1                | 4                |
| 07               | Kolumbien           | 0                | 2                | 0                | 2                |
| 08               | Tschechien          | 0                | 1                | 1                | 2                |
| 08               | Italien             | 0                | 1                | 1                | 2                |
| 10               | Ukraine             | 0                | 0                | 4                | 3                |
| Total            | Total               | 14               | 14               | 14               | 42               |